# Vernichtung lebensunwerten Lebens

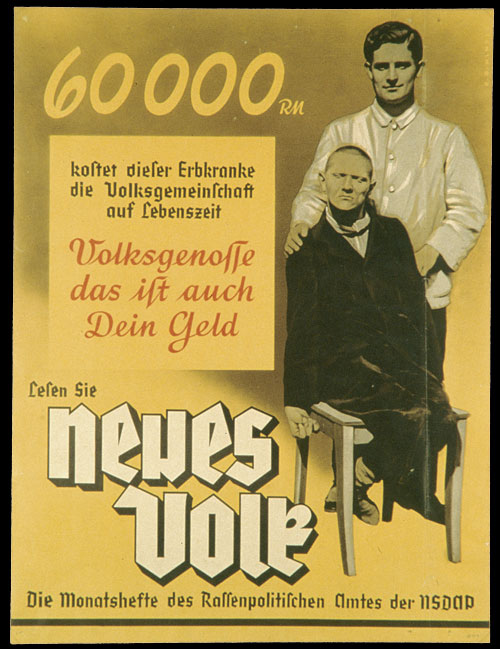
Plakat des Rassenpolitischen Amtes der NSDAP zur Propagierung der nationalsozialistischen Eugenik (ca. 1938). Siehe dazu auch den Artikel über den NS-Dokumentarfilm Erbkrank.

„Vernichtung lebensunwerten Lebens“ ist ein eugenisches Schlagwort. Es wurde zur Zeit der Weimarer Republik vom Psychiater Alfred Hoche und dem Strafrechtler Karl Binding entwickelt, die gemeinsam 1920 die Broschüre Die Freigabe der Vernichtung lebensunwerten Lebens herausgaben. In der Zeit des Nationalsozialismus ermöglichte das „Gesetz zur Verhütung erbkranken Nachwuchses“ seit Januar 1934 die Zwangssterilisierung vermeintlicher „Erbkranker“ und Alkoholiker, im Sinne der sogenannten „Rassenhygiene“. Mit Beginn des Zweiten Weltkrieges wurde das Konzept ausgedehnt auf:
- NS-Krankenmorde, speziell
- „Kinder-Euthanasie“ in „Kinderfachabteilungen“ seit 1939, sowie
- die „Aktion T4“ seit 1939, „Aktion 14f13“ seit 1941 und die folgende „Aktion Brandt“seit 1943.